# Карневал у Оруру
Карневал у Оруру је верски и културни фестивал у Оруру у Боливији. Прославља се од 18. века. Првобитно аутохтони фестивал, прослава је касније трансформисана да би укључила хришћански ритуал око Девице од Канделарије (Девице од Сокавона). Карневал је једно од Унескових ремек-дела усмене и нематеријалне баштине човечанства. Он је 2008. уврштен на УНЕСКО-ву листу нематеријалног културног наслеђа у Америци.
Током трајања фестивала, више од 48 група народних играча специјализованих за 18 различитих народних игара, сваке суботе карневала у традиционалном дефилеу ходочашће у Светиште Тунела. Традиционална Lama lama или Diablada постала је водећи традиционални плес фестивала.

## Позадина
Церемоније домородаца Иту су забранили Шпанци у 17. веку, током њихове владавине Горњим Перуом. Међутим, Уру су наставили да посматрају фестивал у облику католичког ритуала на Свеће, прве недеље сваког фебруара. Хришћанске иконе су коришћене да би се сакрили прикази андских богова, а хришћански свеци су били замена за друга мања андска божанства. Церемонија је почела четрдесет дана пре Ускрса.
Легенда такође каже да се 1756. године мурал Девице Марије чудесно појавио у руднику најбогатијег рудника сребра у Оруру. Од када се карневал обележава у част Virgen de la Candelaria (Богородице од Свећнице) или Virgen del Socavon (Богородице из рудника). Најважнији елементи карневала сада се јављају у и око Sanctuaria del Socavon (Црква рудника).

### Пре-Хиспански период
Звана Јуруру (Уру Уру) у давна времена, област која је сада Оруро била је верски центар ходочашћа Андског света. Ходочасници би ишли до "Свете планине Урус", где су могли да назову заштитна божанства: wak'as, achachilas и apus. Ова божанства су укључивала Jamp'atu Qullu (брдска жаба), Argentillo Arankani (брдски гуштер), Quwak (змија), кондор и Wakallusta, између осталих. Након што се Царство Инка проширило на регион, проширила се и култура. Ово се може разумети додавањем злог полубога, WariDesam, и светог полубога, Apus waka.
Шпанска колонизација довела је до разбијања домородачког наслеђа. Међутим, становници су сачували многе аутохтоне обреде, што је довело до верског синкретизма католицизма и вари културе. Хришћанске идеје о Богородици и ђаволу из католичких учења апсорбоване су у изворне идеје Pachamama и Tio Supay, мешавина религиозне симболике која се још увек може видети током карневала.

### Модерни карневал
Модерни фестивал демонстрира текућу паганско-католичку мешавину верске праксе у региону. Карневал почиње церемонијом посвећеном Девици дел Сокавон. Марширајући бендови се у недељу такмиче истовремено у пећини Пие де Гало, што је поздрав Богородици. Врхунац фестивала је тродневни и троноћни дефиле 48 група народних играча на траси од четири километра до светилишта тунела. Три дана пре овог суботњег ходочашћа људи посећују симболичног паганског кондора. Недељу дана након ходочашћа, они посећују змију јужно од града, жабу крастачу на северу и мраве на истоку.
Ходочашће кулминира извођењем две средњевековне дидактичке или мистериозне драме. Први је о шпанском освајању, а други се врти око класичне битке између добра и зла, са арханђелом Михаилом који је на крају тријумфовао над ђаволом и седам смртних грехова. Последњу представу увело је католичко свештенство 1818.
Укупно има преко 28.000 плесача, око 10.000 музичара у 150 бендова и 400.000 посетилаца који се протежу на више од четири миље. Сами бендови имају национални фестивал у понедељак пред карневалски викенд, који се емитује на боливијској телевизији и коме присуствују председник Боливије и владини органи.

## УНЕСКО ознака
Међународни жири јавних личности којим је председавао писац Хуан Гоитисило, а који је сазвао УНЕСКО, прогласио је Карневал 18. маја 2001. за једно од ремек дела усменог и нематеријалног наслеђа човечанства. Проглас је преношен из Париза, Француска. Остали чланови жирија били су председник Републике Мали Алфа Оумар Конаре, Кабака из Уганде, Његово Величанство Роналд Мувенда Мутеби ил, јорданска принцеза Басма Бинт Талал, боливијска певачица Зулма Југар и мексички писац Карлос Фуентес.

## Dance Specialties
Историјски значај Орура, као и његов културни и верски утицај, чине његов карневал природним окружењем за демонстрирање мултикултуралности Боливије, а посебно њене разноликости народних игара. Плесне групе које учествују представљају различите аутохтоне плесне стилове, а прати их неколико бендова. Области које представљају плесачи укључују:
- Андски регион боливијског Алтиплана и долина Јунгас: групе укључују негрито, афро-боливијске саиа и евро-боливијске цапоралес. Ова област је густо насељена, укључујући департмане Потоси, Оруро и део Ла Паза. Ово подручје је богато фолклором, са плесовима укључујући inku, llamerada (llameros), kullawada, kallawaya, the siklla (wayra, doctorcitos), Inkas и kantu.
- Подручје долина: Кочабамба, Тариха и Чукиисака, укључујући плесове potolos и pukllay.
- Равнице и шуме: департмани Санта Круз, Бени, Пандо, Тарија и Чукисака са мултиетничким ратним играма.
- Сви плесови имају оруро порекло као што је плес ђавола или diablada, morenada, antawara, awatiri, suri sikuri, wititi, intillaqta, tarqueadas and sampoñaris.

| - Diablada - Morenada - Tobas - Caporales - Tinku - Inkas - Llamerada - Kullawada - Suri Sikuri - Antawara | - Awatiri - Zampoñeros - Tarqueadas - Kantus - Kallawaya - Wititi - Potolos - Siklla - Waka waka - Pujllay |